# Hélio Fernandes Filho
Hélio Fernandes Filho (Rio de Janeiro, 1954 — Rio de Janeiro , 28 de outubro de 2011) foi um jornalista e político brasileiro.
Era filho de Hélio Fernandes e irmão de Rodolfo Fernandes, ambos jornalistas. Era também sobrinho do desenhista e humorista Millôr Fernandes. Era também irmão de Isabela, Ana Carolina e Bruno. Casado com a jornalista Roberta Babo, com que teve o filho Hélio.
Era diretor de redação da Tribuna da Imprensa, jornal que pertence ao seu pai, ocupando este cargo desde meados na década de 1970.
Em sua carreira política, Hélio F. Filho foi vereador da cidade do Rio de Janeiro pelo Partido do Movimento Democrático Brasileiro (PMDB) e, neste período, fundou a Comissão de Defesa do Consumidor da Câmara Municipal. 
Helio era portador de esclerose múltipla amiotrófica. Morreu após ficar internado seis meses na Clinica São Vicente, vitima de insuficiência respiratória e hepática. O jornalista morreu dois meses depois de seu irmão, o também jornalista Rodolfo Fernandes. 